# Pistacia atlantica
Espèce
Classification phylogénétique
Pistacia atlantica, également connu sous le nom de Pistachier atlantique ou Pistachier de l'Atlas, est un arbre à feuillage caduc de la famille des Anacardiacées.
Il existe trois sous-variétés de Pistacia Atlantica: cabulica, kurdica, mutica

## Distribution
Pistacia atlantica est présent de l'Afrique du Nord jusqu'au plateau iranien, où il est l'une des essences caractéristique de la steppe boisée des monts Zagros.

## Description
Pistacia atlantica est un arbre à feuilles caduques pouvant atteindre 7 m de hauteur. C'est un arbre dioïque avec certains pieds ne portant que des fleurs femelles et d'autres ne portant que des fleurs mâles. Ses feuilles caduques sont vertes au printemps, jaunes ou rouge flamboyant à l'automne. Elles sont imparipennées composées de 7 à 9 folioles coriaces, entières, grandes, ovales oblongues ou elliptiques lancéolées. Les fleurs unisexuées sont petites de la taille de pois, apétales et réunies en panicules. Les fruits sont vert clair et virent au rougeâtre à l'automne.